# Carrollton (Teksas)
Carrollton – miasto w Stanach Zjednoczonych, w stanie Teksas, rozciągające się na trzy hrabstwa: Dallas, Denton i Collin. Według spisu z 2020 roku liczy 133,4 tys. mieszkańców. Jest częścią metropolii Dallas–Fort Worth.